# Ткаченко Іван Євгенович
Іван Романович Ткаченко (нар. 23 квітня 1997) — український баскетболіст. Грає за «Прометей» на позиції атакуючий захисник.

## Кар'єра
Вихованець «Черкаських Мавп», з 2014 гравець основного складу.
Провів за клуб 8 сезонів, у першості 2017–2018 став із ним чемпіоном України. 2018 — переможець конкурсу слем-данків Матчу зірок Суперліги.
Фіналіст Суперкубка України 2019, у фіналі програв «Дніпру» 92:75.
2019 року отримав спортивне звання майстер спорту України міжнародного класу.
Сезон 2020—2021 вийшов невдалим. У чемпіонаті в плей-офф потрапили з 8-го місця, де в 1/4 фіналу програли «Київ-Баскету» в серії 3:0. У Кубку України стали фіналістами, у вирішальному матчі програли 93:70 «Будівельнику».
Сезон 2021-2022 був останнім у складі «Черкаських Мавп». Покинув Україну і переїхав до Фінляндії, у клуб «Гельсінкі Сігаллс».
2023 року підписав контракт із «Прометеєм». Став чемпіоном Латвійсько-естонської баскетбольної ліги. У
Єврокубку в 1/2 його клуб програв «Тюрк Телекому».

## Досягнення

### Україна
- Чемпіони України:2018.
- Фіналіст  Кубку України: 2021.
- Фіналіст  Суперкубка України: 2019.

### Міжнародні
- Чемпіони Латвійсько-естонська баскетбольна ліга: 2023.

## Статистика за матч
| Суперліга України         |                   |    |     |     |     |
| 2014–2015                 | Черкаські Мавпи   | 13 | 1.2 | 1.3 | 0.3 |
| 2015–2016                 | Черкаські Мавпи   | 7  | 1.3 | 1.6 | 0.4 |
| 2016–2017                 | Черкаські Мавпи   | 23 | 2.0 | 1.4 | 0.4 |
| 2017–2018                 | Черкаські Мавпи   | 25 | 2.6 | 2.1 | 0.6 |
| 2018–2019                 | Черкаські Мавпи   | 27 | 6.8 | 4.7 | 1.6 |
| 2019–2020                 | Черкаські Мавпи   | 22 | 6.7 | 3.8 | 1.0 |
| 2020–2021                 | Черкаські Мавпи   | 36 | 6.6 | 4.4 | 1.5 |
| 2021–2022                 | Черкаські Мавпи   | 30 | 9.5 | 4.6 | 1.5 |
| Корісліга                 |                   |    |     |     |     |
| 2021-2022                 | Гельсінкі Сігаллс | 7  | 7.1 | 5.3 | 1.6 |
| Латвійсько-Естонська ліга |                   |    |     |     |     |
| 2022-2023                 | Прометей          | 23 | 6.0 | 3.4 | 0.9 |